# South African Broadcasting Corporation
South African Broadcasting Corporation er et national, statslig ejet radiofonisselskab i Sydafrika.
SABC startede med radiosendinger i 1936 og fjernsynssendinger i 1976. De tilbyder i dag 18 radiokanaler og 4 fjernsynskanaler.
1. ↑  Navnet er anført på bokmål og stammer fra Wikidata hvor navnet endnu ikke findes på dansk.